# قلعه جاهلی
 قلعه جاهلی  (به عربی: قلعة الجاهلی) یکی از قلعه‌های تاریخی شهر العین ویکی از نقاط دیدنی امارات متحده عربی است .
«قلعه جاهلی» یکی از مشهورترین وبزرگترین قلعه‌های شهر العین است. این قلعه در جنب پارک ملی العین قرار دارد. تاریخ بنای قلعه به سال ۱۸۹۱ میلادی بر می‌گردد، وتوسط شیخ زاید أول بن خلیفه آلنهیان بنیادگذاری شده‌است، چنانکه در این بیت شعر حکاکی شده و در سردر ورودی قلعه نشان می‌دهد آمده‌است:

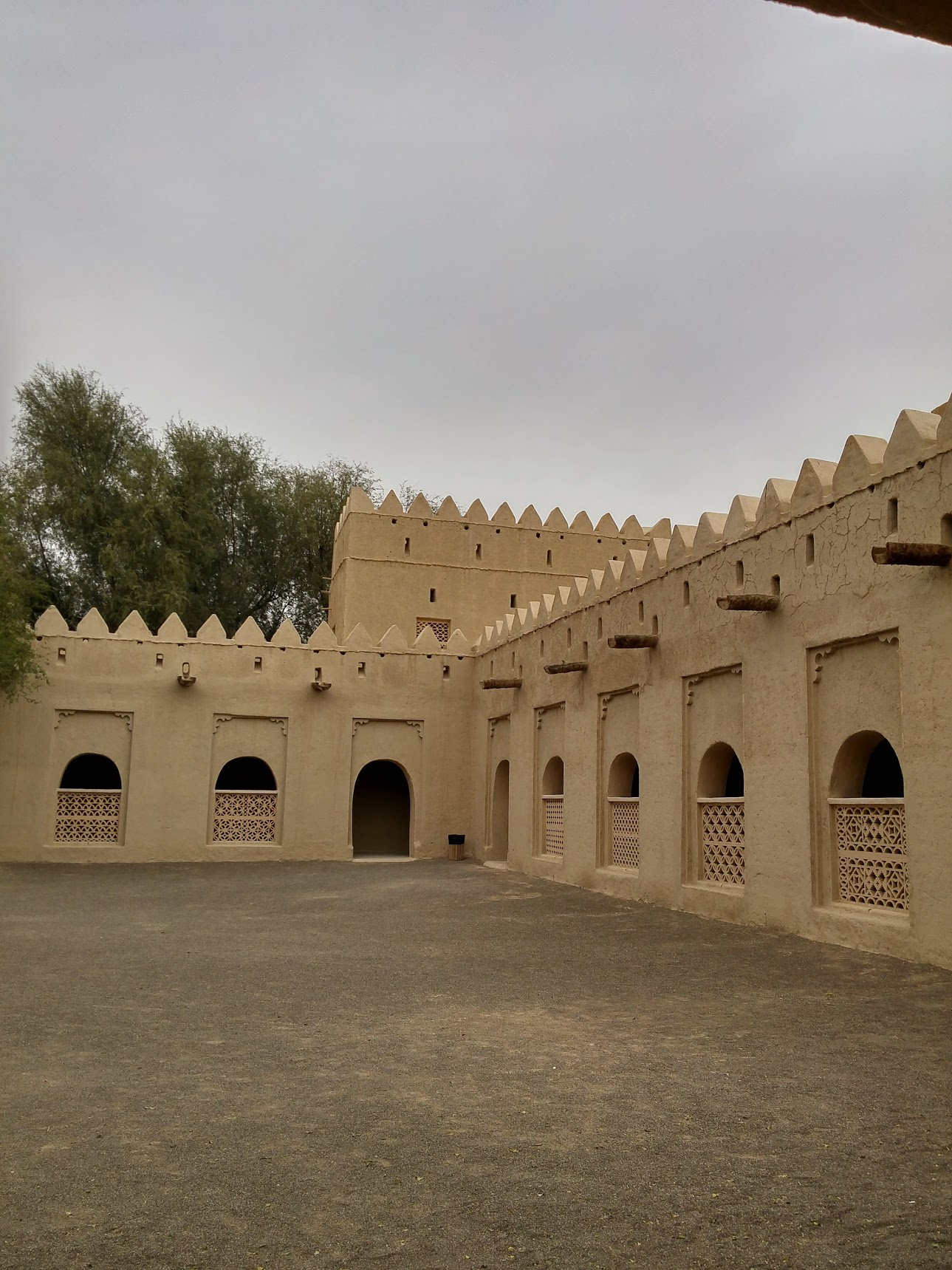
محوطهٔ قلعه جاهلی، در امارات متحده عربی - ۲۰۱۸

| فتح باب‌الخیر فی باب‌العلا حل فیه السعد بالعلیـاء المنیفة |  | فتهانی العز قالـــت أرخوا دار جد شاد زایــد بن خلیفة |

## مرمت
این قلعه در اواسط دههٔ ۱۹۸۰ توسط ادارهٔ آثار باستانی و موزه‌ها در العین بازسازی شد و بعدها مجدداً توسط اداره فرهنگ و میراث فرهنگی ابوظبی در سال‌های ۲۰۰۷-۲۰۰۸ مرمت شد. طی این مرمت چندین زیرساخت از جمله دفتر بازدیدکنندگان، فروشگاه‌های هدیه، کافه و میدان عمومی گسترده‌تر برای نمایشگاه‌ها و فعالیت‌های فرهنگی در این قلعه ایجاد شد. این قلعه قرار است در آینده برای نقش‌های بزرگتر در گردشگری و فعالیت‌های اجتماعی در منطقهٔ العین بازسازی شود.